# Tim Guldimann

Tim Guldimann (2015)

Tim Guldimann (* 19. September 1950 als Urs Christian Timotheus Guldimann in Zürich; heimatberechtigt in Lostorf) ist ein Schweizer Diplomat, Politikwissenschaftler und Politiker (Sozialdemokratische Partei der Schweiz). Guldimann war von 2010 bis 2015 Schweizer Botschafter in Berlin. Er hat zusätzlich die deutsche Staatsbürgerschaft angenommen.

## Leben und Wirken
Tim Guldimann trat im Jahr 1982 in den Dienst des Aussenministeriums ein und war in Bern, Genf und Kairo tätig. Einen Höhepunkt seiner diplomatischen Laufbahn erlebte Guldimann in Tschetschenien, wo er in den Jahren 1996 bis 1997 als Botschafter und Leiter der OSZE-Mission massgeblich für den ersten, später gescheiterten Tschetschenien-Friedensvertrag und die im Februar 1997 durchgeführten Wahlen verantwortlich war. Von 1997 bis 1999 war er Leiter der OSZE-Mission in Kroatien.
In den Jahren 1999 bis 2004 war er Schweizer Botschafter im Iran. Die Schweiz vertritt im Iran die Interessen der USA, die nach der Geiselnahme von Teheran (von 1979 bis 1981) den direkten diplomatischen Kontakt zum Land abgebrochen hatten. Hier fungierte er als aktiver Vermittler zwischen Iran und USA und den unterschiedlichen Kulturen, konnte sich jedoch mit seinen Plänen zur Aufnahme von direkten Verhandlungen zwischen den USA und dem Iran nicht gegen die Bush-Regierung durchsetzen (siehe Schweizer Memorandum).
Vom 1. Oktober 2007 bis im Oktober 2008 war Guldimann Leiter der OSZE-Mission im Kosovo. Eigentlich sollte Guldimann 2007 den Posten des Botschafters in Israel übernehmen, was jedoch nach internen Auseinandersetzungen im Aussenministerium der Schweiz in letzter Minute verhindert wurde.
Vom Mai 2010 bis Mai 2015 war Guldimann Botschafter in Berlin. Ende Februar 2014 wurde er vom OSZE-Vorsitzenden und Schweizer Bundespräsidenten Didier Burkhalter nebst seiner Botschaftertätigkeit in Berlin als Sondergesandter in die Ukraine entsendet.

## Politik
Guldimann ist seit dem Jahr 1982 Mitglied der Sozialdemokratischen Partei der Schweiz. Er wurde bei den Schweizer Parlamentswahlen 2015 vom 18. Oktober für den Kanton Zürich in den Nationalrat gewählt. Guldimann und seine Familie sind weiterhin in Berlin wohnhaft. Er erklärte, dass er besonders die Interessen der Auslandschweizer vertreten werde. Im März 2018 trat er zurück; seinen Sitz übernahm Fabian Molina.
Guldimann ist ausserdem Mitglied der Sozialdemokratischen Partei Deutschlands.

## Wissenschaft
Ab 1989 war er Lehrbeauftragter für Aussenpolitik an den Universitäten Zürich, Universität Freiburg und Bern. Von letzterer erhielt er 1995 eine Honorarprofessur. Um seine praktische Arbeit und Erkenntnisse wissenschaftlich aufzuarbeiten, lehrte er von 2005 bis 2007 an der Johann Wolfgang Goethe-Universität in Frankfurt am Main, weitere Lehraufträge hatte er an der Universität Bern und am Europakolleg in Brügge und Natolin inne.

## Persönliches
Tim Guldimann ist mit Christiane Hoffmann verheiratet und hat zwei Kinder.
Ausser in Berlin ist Guldimann im Dorf Ramosch im Unterengadin zuhause, wo die Familie ein Haus besitzt. Im Jahr 2021 nahm er die deutsche Staatsbürgerschaft an, er ist schweizerisch-deutscher Doppelbürger. Er betreibt seinen Podcast Debatte zu Dritt über politisch gesellschaftliche Fragen.

## Auszeichnungen
- 1997: Menschenrechtspreis,  Internationale Gesellschaft für Menschenrechte, Schweizerische Sektion
- 2006: Moses-Mendelssohn-Preis des Senats des Landes Berlin "zur Förderung der Toleranz gegenüber Andersdenkenden und zwischen den Völkern und Religionen"
- 2013: Buchmensch 2013 des Schweizerischen Buchhändler und Verlegerverbandes
- 2020: Verdienstorden des Landes Baden-Württemberg

## Publikationen
- Lateinamerika, die Entwicklung der Unterentwicklung. C. H. Beck, München 1975.
 (Guldimann thematisiert, dass die Länder Lateinamerikas, welche seit ihrer Eroberung durch die Europäer wegen ihres natürlichen Reichtums bevorzugte Objekte des Kolonialismus und Imperialismus waren, zu den unterentwickelten Ländern gehören. Er stellt die Entwicklung der Unterentwicklung anhand historischer und systematischer Analysen dar. Der lateinamerikanischen Dependenztheorie folgend macht er klar, dass die Unterentwicklung Lateinamerikas ein politisches und kein ökonomisches Problem ist.)
- Die Grenzen des Wohlfahrtsstaates, am Beispiel Schwedens und der Bundesrepublik. C. H. Beck, München 1976.
- mit Marianne Rodenstein, Ulrich Rödel, Frank Stille: Starnberger Studien II – Sozialpolitik als soziale Kontrolle. Suhrkamp, Frankfurt am Main 1978. 
 (In diesem Buch aus der Reihe der Starnberger Studien sind Arbeiten zusammengefasst, die auf der Basis der Auswertung von Sekundärliteratur Hypothesen über die Funktion staatlicher Sozialpolitik entwickeln. Diese Hypothesen werden aber keiner eigenen empirischen Erhebung unterzogen. Der Aufsatz von Tim Guldimann beschäftigt sich mit der historischen Entwicklung staatlicher Sozialpolitik in England, Frankreich und Schweden. Die Sozialpolitik in diesen Ländern war im 19. Jahrhundert darauf ausgerichtet, die autonomen und kollektiven Bemühungen der Arbeiterschaft, sich gegen Folgen der Reproduktionsrisiken zu schützen, von den illegalisierten Streikkassen abzuspalten und unter staatliche Kontrolle zu bringen. Die Errichtung umfassender Sozialversicherungssysteme im ersten Drittel des 19. Jh. lässt sich als Sozialpolitik „von oben“ interpretieren. Der Kontrollcharakters lässt sich belegen. Die Furcht vor der Gefährdung der militärischen Stärke der Nationalstaaten durch den schlechten Gesundheitszustand potentieller Soldaten und das Bestreben des Staates, die Ausgaben für die Armenfürsorge einzudämmen, sind zwei wichtige Einflussfaktoren bei der Entwicklung staatlicher Sozialpolitik in der von Guldimann untersuchten ersten Phase bis 1930.)
- Staatlich organisierter Arbeitsmarkt und Anpassung der Arbeitslosen: Der Fall Schweden. Campus, Frankfurt am Main 1979. (Dissertation)
- Moral und Herrschaft in der Sowjetunion. Erlebnis und Theorie. Suhrkamp, Frankfurt am Main 1984, ISBN 3-518-11240-6.
- Europa-Plattform für ein soziales, ökologisches und demokratisches Europa. Zusammen mit der Schweiz. Positionspapier der SP Schweiz. Zentralsekretariat der SP Schweiz, Bern 1995.
- mit Christoph Reichmuth, José Ribeaud: Aufbruch Schweiz! Zurück zu unseren Stärken. Ein Gespräch. Nagel & Kimche im Carl Hanser Verlag, München 2015.